# Fram-ekspeditionen 1910-1912
Fram-ekspeditionen 1910-1912, i Norge også omtalt som Sydpolekspedisjonen var en norsk-finansieret Antarktisekspedition ledet af Roald Amundsen. Ekspeditionen blev i 1911 den første, som nåede den geografiske sydpol. I årene fra 1910 til 1913 rejste Amundsen med Nansens skib "Fram"  til Hvalbugten, hvor han førte hunde og udstyr i land og opsatte sit vinterkvarter. Derfra drog han med hundeslæder fra sin base Framheim mod Sydpolen, hvortil han ankom den 14. december 1911, 34 dage før sin rival Robert Falcon Scott fra den britiske sydpolsekspedition, i det, som der blev kaldt "kapløbet om Sydpolen".
Ekspeditionens oprindelige formål var at nå Nordpolen fra Alaska. Men mens forberedelserne pågik, hævdede både Frederick Cook og Robert Peary imidlertid, at de var nået frem til Nordpolen, hvorefter Amundsen i al hemmelighed ændrede sine planer. Først efter at ekspeditionen var afsejlet fra Norge, blev besætningen og omverdenen underrettet om de nye planer.

## Baggrund

### Tidligere ekspeditioner
Rosshavet var traditionelt arbejdsområde for britiske antarktisekspeditioner. Denne tradition blev startet af James Clark Ross, som mellem 1839 og 1843 foretog tre rejser til Antarktis med skibene HMS "Erebus" og HMS "Terror", og drog længere sydpå, end nogen anden havde været før ham. Der blev gjort en række geografiske opdagelser og mange steder blev navngivet, herunder flere opkaldt efter ham selv (Rosshavet, Rossøen og Rossbarrieren (Rossbarrieren fik dette navn "fordi vi kunne prøve at sejle igennem en sådan ismasse med lige stor sandsynlighed for at lykkes, som ved klippene ved Dover."). I løbet af Den heroiske tidsalder for udforskningen af Antarktis gennemførte briterne deres første antarktisekspeditioner efter Ross, såsom Discovery-ekspeditionen (1901-04), Nimrod-ekspeditionen 1907–09 og Terra Nova-ekspeditionen – alle med hovedkvarter ved McMurdosundet.
Allerede i 1894/95 var der norsk aktivitet i dette område. En hvalfangst-ekspedition finansieret af Svend Foyn drog til Rosshavet for at kortlægge hvalforekomsterne, og en gruppe på otte mænd gik i land på Kapp Adare i Victoria Land. Et medlem af denne gruppe, nordmanden Carsten Egeberg Borchgrevink, rejste for egen regning til den sjette internationale geografkongres i London. Her tilbød han at lede en ekspedition, som skulle være den første til at overvintre på det antarktiske kontinent. Han overbeviste deltagerne på kongressen - blandt andet med medbragte mosprøver, som beviste, at der var liv under det arktiske isdække - og vækkede interessen for en ny videnskabelig udforskning af Antarktis.
I foråret 1898 tilbød han udgiveren George Newnes at finansiere ekspeditionen, og til gengæld ville han få førsteretten til historien. Denne ekspedition, kaldet Southern Cross-ekspeditionen, overvintrede for første gang i Antarktis og blev den første til at opsøge Rossbarrieren efter James Clark Ross i 1839-43. Borchgrevink viste, at barrieren ikke kun var en hindring, men også var en måde at kunne komme videre syd over på. Han demonstrerede også nytten af hunde og ski i Antarktis. Ekspeditionen var udstyret efter den "nye norske skole for polarforskning".
Denne "nye skole" blev skabt af Fridtjof Nansen, da han i sommeren 1888 krydsede Grønland fra øst til vest. Med det åbnede han ikke blot den norske polarforskning og blev en person, som mange nordmænd identificerede sig med, men han åbnede også nye veje indenfor polarteknik. Frem for at bruge de da traditionelle slæder valgte Nansen at bruge lettere slæder, som gik på ski. Han erkendte også behovet for sine egne klæder, telt og kokkeudstyr for at udvikle og sammensætte maden for første gang efter videnskabelige principper. Vigtighed havde også hunde, lav vægt af udstyr og mobiliteten af gruppen i felten. Kernen i polarforskning var brugen af ski, noget som nordmænd evnede bedre end mange andre polarforskere, eftersom ski havde været et transportmiddel og en del af kulturen i de skandinaviske nationer i flere tusinde år.
Nansens ekspedition gjorde et så stort indtryk på den unge Amundsen, at han i 1903 drog afsted på sin egen ekspedition. Som første mand nåede han gennem hele Nordvestpassagen med skibet "Gjøa". Den erfaring, som Amundsen fik som andenstyrmand på "Belgica" under Belgica-ekspeditionen og kundskaberne, som han lærte af inuitterne, dannede et vigtigt grundlag for planlægningen af Fram-ekspeditionen. Under ekspeditionen med "Gjøa" høstede Amundsen for første gang erfaring med hunde og hundeslæder, og han studerede inuitternes teknikker inden for bygning af igloer og fremstilling af klæder.

### Fram-ekspeditionen
Tilbage i Norge begyndte Amundsen at planlægge en ekspedition i det arktiske havområde, idet han ville lade sig drive over polarhavet således, som hans forgængere havde gjort, og prøve at nå Nordpolen, som endnu var uopdaget. Huntford mistænkte, at sidstnævnte var hans hovedmål, mens den videnskabelige udforskning af det arktiske havområde blev promoveret for at opnå flere donationer. Til dette formål henvendte han sig til Fridtjof Nansen for at bede om at låne "Fram". Dette skib var som udgangspunkt statslig ejendom, men eftersom Nansen tilhørte den øverste elite indenfor polarforskningen i Norge og selv gik med et tanker om en egen ekspedition, anså Amundsen det nødvendigt at bede sit forbillede om at låne ham skibet, hvilket han også gjorde. Den 10. november 1908 gjorde han sin plan kendt for offentligheden, og allerede dagen efter modtog han 20.000 kroner fra kongeparret. Efter, at Stortinget garanterede en delvis tilbagebetaling af gælden efter Gjøa-ekspeditionen, drog Amundsen til USA for at holde en foredragsturne for at skaffe yderligere finansiering. I begyndelsen af 1909 havde Amundsen formået at skaffe en fjerdedel af de nødvendige midler, men yderligere donationer lod nu vente på sig. Den 9. februar 1909 bevilgede Stortinget ham 75.000 kroner og tillod ham at bruge "Fram" til sine formål.
I den første uge i september 1909 nåede nyheden om, at både Cook og Peary hævdede at have nået Nordpolen, frem til Amundsen. Disse påstande er fortsat omstridte, og efter den første nyhed om Cooks succes, som han modtog 1. september, udtalte Amundsen, at denne nyhed overhovedet ikke ville påvirke hans planer "på nogen måde". Den 7. september modtog imidlertid Amundsen en melding om, at Peary havde nået Nordpolen, og han blev da tvunget til at handle. Han besluttede at udskyde sin oprindelige plan med et år eller to, og i mellemtiden forsøge at skaffe de manglende midler for den kommende udforskning af Nordpolarbassinet.
Den 13. september fik Amundsen at vide, at Robert Falcon Scott planlagde en egen ekspedition til Antarktis i august. Dagen efter annoncerede han, at starten på hans ekspedition ville blive flyttet til 1. juli 1910. Årsagen til dette var angiveligt forsinket levering af dieselmotoren, men faktisk på grund af det ændrede ekspeditionsmål var der tid til specialarbejde.
Amundsens ændring af planen blev stadig holdt hemmelig, fordi han ikke ønskede at dele den fordel, at viden om konkurrence med Scott - dels fordi Amundsen personligt anså Scott for utiltalende, dels da han ville kunne opnå en prestigemæssig succes for Norge, som ellers ville være tilfaldet det britiske imperium. Amundsen holdt også sine planer hemmelige, fordi han frygtede for, at den norske regering kunne forbyde hans ekspedition. En konkurrence om prestigefyldte mål med Storbritannien var ikke politisk opportunistisk. Desuden frygtede Amundsen, at Nansen kunne forbyde ham brugen af "Fram" - hans kone var død, og han var ikke norsk konsul i London, så han kunne tage sine udskudte ekspeditionsplaner op igen. Amundsen antog også, at Stortinget og private finansiører kunne forhindre ekspeditionen i at finde sted. Et andet, mere taktisk motiv var, at Scott sandsynligvis ville modtage yderligere midler, hvis kendskabet til en udenlandsk konkurrent blev udbredt  Amundsen havde ingen tvivl om rimeligheden af hans dispositioner, da Terra Nova-ekspeditionens formål var angivet at være så forskellig fra hans egen ekspedition, nemlig for så vidt som disse prioriterede videnskabelige undersøgelser og målet at nå Sydpolen var helt utilsigtet, at en offentliggørelse af Amundsens plan ikke burde have nogen indvirkning på Scotts planlægning.  og de andre ekspeditioner, der var på dette tidspunkt i Antarktis havde ikke Sydpolen som destination. Amundsen informerede kun to personer fra hans beslutning: hans broder, som efter Amundsens afrejse fra Madeira skulle viderebringe oplysningen til offentligheden, og Thorvald Nilsen i egenskab af skibsmaster og kaptajn på Fram om det egentlige formål med ekspeditionen af hensyn til dennes forberedelser.

## Deltagere
I sit valg af gruppemedlemmer tog Amundsen hensyn til forskellige personlige aspekter, derunder integrering i det sociale miljø, succes på arbejdsområder, som var relevante for ekspeditionen, nysgerrighed og handlekraft. Hans vurderinger ændrede sig, ifølge Huntford, helt til valget var gjort. Foruden en så høj faglig kompetence som mulig, lang erfaring indenfor polarforskning, evne til at stå på ski og håndtering af hunde forlangte han, at mændene var vante til ensomhed og hårdt arbejde udendørs.
Amundsen modtog en række ansøgninger om deltagelse. Som næstkommanderende valgte han først Ole Engelstad, en kommandørkaptajn i den norske marine. Under testing af en "mandløftende drage" blev han imidlertid ramt af lynet og omkom, og Thorvald Nilsen blev så valgt som næstkommanderende. Olav Bjaaland kom ombord efter, at han ved en tilfældighed var stødt på Amundsen i Lübeck, og Amundsen havde antydet noget om en ekspedition under en samtale, og at han også gerne ville deltage i en ny ekspedition. Eftersom Bjaaland var en udmærket skiløber og tømrer, tog Amundsen han med.
Et andet medlem af ekspeditionen var Helmer Hanssen, som havde fulgt Amundsen under Gjøa-ekspeditionen og kom med som islods og hundefører. For at have en god kok valgte Amundsen Adolf Lindstrøm, som også havde været med under Gjøa-ekspeditionen. Sommeren 1901 lærte han Oscar Wisting at kende, en marineofficer som arbejdede på "Fram" ved skibsværftet i Horten. Wisting var i virkeligheden ingen god skiløber og havde heller ingen erfaring med hunde, men han var tilpasningsdygtig, villig til at lære og pragmatisk gemyt - Amundsen valgte også mænd som kunne underkaste sig ham uden problemer. Som anden islods ansatte han ishavsskipperen Andreas Beck.
Amundsen nægtede at medtage en læge på ekspeditionen. Han ville gerne medbringe apotekeren Fritz Zapffe, sin fortrolige og agent i Tromsø, men efter som han ikke kunne deltage, sendte han overstyrmanden Gjertsen og Wisting på kursus i tandbehandling og kirurgi.
I efteråret 1908 modtog Amundsen et brev fra Nansen med en anbefaling af Hjalmar Johansen. Han havde fulgt med Nansen under hans ekspedition mod Nordpolen og var en dygtig hundefører. Johansen var imidlertid blevet alkoholiker efter ekspeditionen med Nansen, og Amundsen frygtede også, at den ældre Johansen, som også var en bedre skiløber og meget ambitiøs, kunne true hans autoritet. Eftersom Johansen havde reddet Nansens liv under deres ekspedition, insisterede sidstnævnte på, at Amundsen skulle tage ham med på ekspeditionen, og Amundsen måtte bøje sig.

## Forberedelser

### Finansiering og udrustning
Den 9. februar besluttede Stortinget at låne Amundsen "Fram" og at yde 75.000 norske kroner til nødvendige reparationer og forbedringer, foruden at det havde nedbetalt dele af gælden efter ekspeditionen med "Gjøa". Mange virksomheder donerede udstyr til ekspeditionen, herunder den norske hær som stillede udstyr til disposition. Yderligere midler blev ydet af Kongen og Dronningen (30.000 kroner) og fra privatpersoner, blandt andet fra Don Pedro Christophersen. Christophersen, som boede i Argentina, dækkede alle omkostninger i forbindelse med "Frams" rejse fra Buenos Aires til isbarrieren og tilbage til San Francisco, via Buenos Aires.
Efter bekentgørelsen af, at Cooks og Pearys ekspeditioner havde nået nordpolen, blev det vanskeligt at skaffe flere penge. Også Stortinget afslog en ansøgning om at forøge midlerne med 25.000 kroner. Amundsen befandt sig nu i en situation med næsten 150.000 kroner i underskud. Han brød sig imidlertid ikke så meget om et balanceret budget, fordi han formodede, at hvis han blev den første til at nå Sydpolen, ville alt blive eftergivet. Han optog derfor et lån, og belastede sit eget hus med 25.000 kroner.
For at få et tilstrækkeligt antal slædehunde rejste Amundsen til København, hvor han købte 100 grønlandshunde af Det Kongelige Grønlandske Handelsselskab som skulle leveres i Danmark i juli 1910. Amundsen var overbevist om, at de ville være overlegne i forhold til de ponyer, som var Scotts hovedtransportmiddel. Foreningen gik med til at sende hundene med "Hans Egede" til Kristiansand uden ekstra omkostninger for Amundsen.
Den medbragte færdighytte, som var 7,8 m lang og 3,9 m bred, blev bygget ved Amundsens hjemsted i Bundefjord, og senere demonteret og pakket for at blive sat op i Antarktis. Hytten havde to rum, hvoraf det ene fungerede som et køkken og et fungerede som et soverum, spisestue og stue. Der fandtes også et loft, som blev brugt til lagring af rekvisiter. Landgruppens slæder var 3,6 m lange og vejede oprindelig 75 kg, før vægten i løbet af vinteren i gennemsnit blev reduceret til 24 kg. Skiene var fremstillet af hickory, som var et elastisk og stærkt materiale. Længden var 1,8 m.

### Mål og plan
Amundsen forsøgte at få tag i al tilgængelig litteratur, og udviklede en nøjagtig plan ud fra sine egne erfaringer med polare rejser.
Ekspeditionens hovedmål var at nå Sydpolen. Videnskaben spillede kun en birolle, men Amundsen planlagde at udføre så mange målinger som mulig undervejs, først og fremmest meteorologiske. Endvidere skulle "Fram" udføre omfattende oceanografiske målinger i Atlanterhavet, og Amundsen og Bjørn Helland-Hansen planlagde at bruge dette som en undskyldning for at komme ombord på "Fram" i Norge i stedet for i San Francisco, som tidligere annonceret.
"Fram" skulle ifølge Amundsens plan forlade Norge i midten af august, og have et mellemstop i Madeira. Derfra skulle de gå rundt Kap det gode håb og ind i Rosshavet og gøre fremstød mod Rossbarrieren, som skulle blive nået omkring den 15. januar. I Hvalbukta skulle omkring ti mand blive udvalgt til en overvintringsgruppe og bygge en base, mens "Fram" skulle sejle tilbage til Buenos Aires og foretage målinger i Atlanterhavet. I oktober skulle hun sejle tilbage mod syd, og optage landgruppen igen.
Denne gruppe skulle også, så snart hytten var færdig og forsyninger bragt i land, fragte og lagre drivstoffer og mad i depoter så langt mod syd som mulig. Målet var at bringe så meget proviant ned til 80° S, at de kunne betragte dette som det egentlige startpunkt for slæderejsen mod Sydpolen. Da disse aktiviteter var færdige, var vinteren kommet, og den blev brugt til at arbejde med udstyret for at gøre det klart til foråret. Når foråret kom, skulle udstyret og grundlaget være så klart som muligt for at nå det ene mål - at nå Sydpolen. Amundsen ønskede at starte fra Hvalbukta, drage lige mod syd, og følge den samme meridianen så langt det var muligt.
Hvalbukta blev valgt som sted af flere grunde. På den ene side lå den længere mod syd end nogen andre tidligere havde været med skib og indenfor rækkevidde af barrieren, hvilket var vigtigt for den efterfølgende slæderejse eftersom det kunne afkorte ruten med nær 10% og på den anden side kunne Amundsen her gøre sig bekendt med overfladeforholdene på barrieren sammen med dem, som skulle med. Endvidere fandtes der, ifølge Ross' og Shackletons tidligere rapporter, store mængder sæler og pingviner i området, således at madforsyningen altid ville være sikret. Også for de meteorologiske observationer på barrieren var bugten et gunstigt område, fordi naturen i området ikke kunne påvirke forholdene. Endelig var stedet let tilgængelig med skibet.
Det blev generelt accepteret, at barrieren flød på vandet, hvilket også blev bekræftet af Shackletons rapport om store isblokke. Amundsen kom imidlertid til den konklusion, at de måtte hvile på en slags fundament som små øer eller skær, fordi miljøet i Hvalbukta i det store og hele havde holdt sig uforandret siden Ross' ekspedition i 1843-44. Amundsens konklusion var rigtig, selv om ræsonnementet ikke var det. Han så sig nemlig bekræftet, selv om det i dag er kendt, at barrieren er en isshelf og dermed flyder i vandet og er forbundet til land af en isbræ. Stabiliteten i bugten er betinget af placeringen i vindskyggen af Roosevelt Island. I 2000 forsvandt Framheim på et isflage.

### "Fram"
"Fram" blev bygget i 1892 af Colin Archer som et fartøj, som kunne tåle den arktiske pakis. Archer var velkendt for et bestemt skrog-design, som kombinerede sødygtighed med en grund dybdegang, og havde været en pioner indenfor udviklingen af spidsgattede fartøjer hvor det konventionelle agterspejl var erstattet af en spids agterstavn, hvilkede forøgede manøvrerbarheden. Skibet blev rigget som en tre-mastet skonnert med et samlet sejlareal på ca. 560 m², og hjælpemotoren på 220 hestekræfter var i stand til give skibet en hastighed på 7 knob (13,1 km/t). "Fram" er 39 meter lang, 11 m bred og har et volumen på 440 brutto- og 807 nettoregisterton. Den tremastede skonnert var gentagne gange blevet brugt af Fridtjof Nansen og Otto Sverdrup under deres ekspeditioner i Arktis.
Den 9. marts 1909 anmodede Amundsen skibsværftet i Horten om at reparere skibet og gøre de nødvendige ændringer. Den vigtigste ændring var at erstatte dampmaskinen med en 180-PS-dieselmotor. Dermed var "Fram" det første polarskib med dieselmotor, hvilket var mere praktisk for manøvrering mellem isflagerne. En anden fordel var besparelsen af mandskab - der behøvdes kun én mand for at operere fartøjet.

## Ekspeditionen

### Fra Norge til Antarktis
Efter færdigstillelsen i maj 1910 lå "Fram" opankret i Christiania for at blive lastet i begyndelsen af juni, og 3. juni satte de sejl. Det første mål var at få opsat Amundsens færdighytte. Den 7. juni lettede "Fram" anker igen. Før de satte kursen i retning mod Antarktis, var hun en tur omkring De britiske øer og en tur tilbage til Norge. Det angivelige mål var at udføre oceanografiske undersøgelser, men det skal have været motorer og mandskabet på "Fram", som blev testet. Den planlagte rute blev kraftigt reduceret grundet dårlig vejr og et motorhavari; 10. juli forlod de Bergen og satte kursen mod Kristiansand. Her blev de sidste varer som ski og slæder lastet ombord, sammen med 97 grønlandshunde. Nu blev også oberstløjtnant Gjertsen og Prestrud indviede i planerne om en rejse sydover. De var yderst entusiastiske. Den 9. august var alle nødvendige forberedelser gennemført, og "Fram" satte kursen mod Madeira. Johansens dagbog antyder, at der opstod dårlig stemning ombord under rejsen, fordi mandskabet følte, at officererne skjulte noget for dem, og også at kammeratskabet mellem mændene ikke var specielt godt.
Skibet ankom til Madeira den 6. september og forsyningerne blev kompletterede med blandt andet efterfyldning af ferskvand. Amundsens broder Leon kom ombord for at hente de sidste meldinger til omverden, herunder meddelelser til Nansen og den norske konge, Haakon VII., og et telegram til Scott som Leon afleverede i Christiania den 3. oktober, og som Scott modtog, da han gik ombord i "Terra Nova" i Melbourne den 12. oktober. Der findes forskellige fremstillinger af telegrammets ordlyd. Cherry-Garrard (s. 82), Crane (s. 423) og Preston (s. 127) opgiver alle et enkelt "Am going south" ("Jeg drager sydover") som indhold. Lt. Evans siger ifølge Solomon (s. 64) i en mere høflig tone "Beg leave to inform you Fram proceeding Antarctic Amundsen" ("Beder om tilladelse til at oplyse Dem om, at «Fram» fortsætter mod Antarktis Amundsen"), som bliver understøttet af Fiennes og Huntford. I begyndelsen af oktober gik Leon ud til offentligheden med Amundsens plan. Den 9. september var alt klart for afrejse, og mandskabet blev samlet på dækket, mens Amundsen informerede om planen og bad om støtte fra hver enkelt - han fik enstemmig støtte. Samme aften lagde de kursen mod syd, og med en ende på usikkerheden, forbedrede stemningen sig også ombord.
Næste stop på rejsen skulle være en norsk hvalfangststation på Kerguelen, men på grund af dårligt vejr mod slutningen af november var "Fram" ude af stand til at nærme sig øerne. Ellers var rejsen begivenhedsløs, og mandskabet studerede alle bøger fra tidligere antarktiske ekspeditioner, som de kunne finde i det godt udstyrede bibliotek. Den 1. december kundgjorde Amundsen landgangsmandskabet - Prestrud, Johansen, Hanssen, Hassel, Wisting, Bjaaland, Stubberud og Lindstrøm skulle komme med ham. Den 1. januar kom de første isbjerge i sigte, og dagen efter nåede de drivisbæltet, som strækker sig til Antarktis, og "Fram" kunne enkelt, og i løbet af tre og en halv dag, krydse bæltet takket være erfaringer fra tidligere ekspeditioner. Den 11. januar kom Rossbarrieren indenfor synsvidde, og tre dage efter blev Hvalbukta nået.

### Ankomst og depot
Efter ankomsten den 14. januar 1911, blev "Fram" fortøjet til isfoden af barrieren, og sammen med Nilsen, Prestrud og Stubberud foretog Amundsen en rekognoscering for at udforske forholdene og finde et egnet lejrsted. Efter, at de havde fundet et egnet lejrsted, satte to af mændene færdighytten op, mens de andre medlemmer af landgruppen fra 15. januar bragte hunde, udstyr og forsyninger i land med slæder. Antallet af hunde var vokset med 20 nye hvalpe i løbet af turen fra Norge, og de havde nu 116 hunde. Den 27. januar stod hytten færdig, og sammen med den omkringliggende lejr blev den døbt "Framheim". Varerne blev lagret i et depot 600 meter væk, og indeholdt Sæl- og pingvinkød, som de havde fået under jagt. Den 4. februar ankom "Terra Nova" på visit under sin tilbagerejse fra McMurdo-sundet, efter at hun ikke havde kunnet anløbe sit mål, King Edward VII Land. Hun medbragte nyheder om Scott, deriblandt om hans motoriserede køretøj. Nyhederne gav Amundsen bekymringer; indtil han var på polen, var han ikke i stand til at vurdere deres chancer godt.
Den 10. februar 1911 drog Amundsen, Prestrud, Johansen og Hanssen afsted med tre slæder. Af mændene løb én, som vanligt, foran den første slæde for at holde hundene på ret kurs. Han blev kontrolleret af føreren af den første slæde ved hjælp af et kompas. Med 18 hunde satte de kursen syd over for at udforske omgivelserne, teste udstyret og farten, og dels starte transporten af udstyr og forsyninger syd over. Den 14. februar nåede gruppen 80° S og lagrede de medbragte forsyninger - et halvt ton mad - i et depot. To dage senere returnerede de til Framheim, hvor "Fram" allerede var afrejst. I løbet af rejsen bemærkede gruppen sig, at barrieren var god og farbar, og under de rådende vejrforhold var forholdene enkelte steder sammenlignbare med vinterforholdene i Norge. Imidlertid blev der opdaget flere svagheder i udstyret, som nordmændene måtte fikse - de mest graverende allerede til næste tur, de mindre vigtige i løbet af vinteren.
Den 22. februar drog en ny gruppe afsted for at udlægge nye depoter. Denne gang fulgte alle mændene i landgruppen med, undtaget kokken Lindström, og de drog afsted med syv slæder og 42 hunde. Den 27. februar blev det tidligere oprettede depot ved 80° S nået, og den 3. marts nåede de 81° S hvor et nyt depot med et halvt ton med hundemad blev udlagt. Bjaaland, Hassel og Stubberud vendte om her. Ved 82° S, som de nåede den 8. marts, blev yderligere 680 kilo forsyninger lagret, specielt hundemad. Her vendte gruppen om, selv om de oprindeligt havde ønsket at gå til 83° S. Slæderne var imidlertid så overlastede og den lange rejse, den kommende vinter og den vanskelige overflade med nysne og sprækker sled så meget på hundene, at selv Amundsen måtte efterlade sin slæde, da de påbegyndte tilbageturen den 10. marts. Totalt 8 hunde døde på denne tur, og 8 af Stubberuds hunde døde lige efter hjemkomsten, hovedsagelig på grund af kulde ifølge Amundsen. Blandt mændene herskede der en ufred. Den 22. marts kom gruppen tilbage til Framheim.
Den 31. marts drog en gruppe på 6 mænd under ledelse af Johansen afsted med 6 slæder og 36 hunde - de returnerede den 11. april. På denne sidste rejse udlagde de omkring 1.200 kilo sælkød ved 80° S, et depot som nu indeholdt mere end to ton med forsyninger. Amundsen forblev i Framheim for at slippe af med hæmorider.

### Vinter
Frem mod udbruddet af vinteren blev store mængder af sæl og pingviner dræbt for at gruppen kunne klare sig godt gennem vinteren; 60.000 kg kød skulle holde til mændene og 115 hunde. For at bevæge sig så lidt som muligt ude i det fri blev de fleste af lagerrummene koblet sammen via et netværk af underjordiske kamre og tunneler. Tunnellerne blev udgravede med spader, som Bjaaland og Stubberud lavede af en medbragt stålplade. I de underjordiske kamre blev blandt andet etableret værksted, badstue og et observatorium.
I løbet af vinteren passede de på at reparere og tilpasse udstyret fra depotrejserne - både slæder og personligt udstyr. Vægten på slædekasserne blev reducerede fra 98 til 6 kg. Ski, slædekasser, støvler, telt, og næsten alt udstyr var gammeldags. Den tilbageværende tid gik med kurser, læsning, og spil som dart og whist, samtidig som de meteorologiske målinger tre gange om dagen blev opretholdt. Amundsen betegnede vejret som udmærket med rolig eller let brise, mens Scott havde uvejr, som forhindrede ham i at udføre sit arbejde. Fra midten af august kunne de se en ende på alt arbejdet, og fra den 23. august blev slæderne lastet og gjort klare på startpunktet, hver af dem 400 kilo tunge.

### Rejsen mod Sydpolen

#### En tyvstart
Det var vigtigt for Amundsen at bryde op tidligt. Han frygtede briternes motoriserede køretøjer og ønskede at få en størst mulig fordel. Han planlagde derfor at forlade Framheim den 24. august. Det var imidlertid alt for tidligt, idet det sydlige forår knapt var begyndt på dette tidspunkt. I begyndelsen af september var temperaturen steget så meget, at Amundsen bestemte sig for at starte rejsen syd over mod polpunktet. Efter en udsættelse på grund af dårligt vejr drog 8 mand med 7 slæder og 19 hunde ud den 8. september; de havde forsyninger med sig til 90 dage. Man mærkede det imidlertid hurtigt, at de havde forladt lejren for tidligt - blot tre dage senere var temperaturen faldet med næsten 30 °C til -56 °C, og hundene trak mærkbart dårligere. Amundsen besluttede, at de kun skulle gå til depotet ved 80 °S, og lagre medbragte forsyninger og udstyr før de returnerede til Framheim. Depotet blev nået 14. september.
På tilbagerejsen gik flere hunde tabt. Om morgenen den 16. september, på sidste dagen af tilbageturen, steg temperaturen noget, men ingen vidste hvor længe, det ville vare. Amundsen beordrede derfor, at den sidste etape skulle foregå uden pauser. Tilbagerejsen var fuldstændig uorganiseret, og afstanden mellem slæderne var op mod 8½ time, da de kom frem. Amundsen, Wisting og Hanssen kom først frem, to timer senere kom også Bjaaland og Stubberud. Hassel, som ankom lidt senere, meldte at Johansen og Prestrud var uden mad og brændsel, og at de fortsat var på barrieren. Prestruds hunde var så svage, at han blev hængende længere og længere efter de andre. Johansen var opmærksom på dette, og han reddede antagelig hans liv, da han kæmpede sig tilbage til Framheim med en svag og udmattet Prestrud.
Da Amundsen og Johansen talte om forsinkelsen den påfølgende morgen, kunne Johansen ikke længere besinde sig og kom med alvorlige angreb mod Amundsen, fordi denne havde forladt de andre ekspeditionsmedlemmer. Gruppen var "ikke længere en ekspedition, men ren panik", og han kritiserede åbent Amundsens lederskab. Denne kritik havde sine årsager, ikke blot i begivenhederne dagen før. Johansen var også bitter, fordi han som en ældre mand var underlagt Amundsen. Videre gjorde alkoholen sin indflydelse. Ydermere sammenlignede han ofte Amundsen med Nansen, som han havde været med på rejsen til Arktis. Johansens ord og hans krav var nu en fare for ledelsen af ekspeditionen, og Amundsen så sig foranlediget til at statuere et eksempel - han isolerede Johansen og Prestrud fra de øvrige ekspeditionsmedlemmer, idet han i en afstemning brugte sin dobbeltstemme til at afvise en plan med en ekstra gruppe.
Kun fem mand skulle rejse i retning mod syd. De øvrige tre - Stubberud foruden Johansen og Prestrud - skulle rejse mod King Edward VII Land under ledelse af Prestrud for at udforske området omkring Hvalbukta. Denne ekspedition blev ikke bare brugt som ekstra straf for Johansen, men også som en sikring - hvis det virkelige mål med ekspeditionen ikke blev nået, ville Amundsen alligevel være i stand til at opvise resultater. Amundsen selv begrundede sin beslutning med, at en mindre gruppe hurtigere kunne komme frem, og at depoterne ville have større værdi. Amundsen havde heldet med sig og mistede ingen ekspeditionsmedlemmer på rejsen. Han drog også nytte af, at han kunne få rede på materielle skader, og at selve polrejsen ikke var præget af konflikten med Johansen.

#### Den sydlige rejse
Først i midten af oktober 1911 begyndte det antarktiske forår egentlig. Sæl og fugle blev opdaget, og temperaturen holdt sig omkring -29 til -30 °C (det antarktiske kystgennemsnit ligger på -15 til -10 °C). Den 20. oktober igangsatte Roald Amundsen, sammen med Bjaaland, Hanssen, Hassel og Wisting, sit andet forsøg. Mændene drog afsted med fire slæder, 52 hunde og forsyninger kun beregnet til at holde til de var fremme ved det første depot ved 80° S. Undervejs kom de ind i et område med række gletsjerspalter, men de kom trygt forbi. Depotet blev nået den 23. oktober; her havde de en todages pause for at hvile hundene, for at de ikke skulle overanstrenge sig allerede på den første del af rejsen. Den 26. oktober drog gruppen videre, og herfra byggede de dagmærker for at lettere finde vejen på tilbagerejsen. Disse mærker var 180 cm høje og bestod af blokke af sne. Inde i hvert mærke blev der lagt en papirlap, som angav nummer og lokalisering for mærket, og retning og afstand til det næste mærke mod nord.
Den 31. oktober blev depotet ved 81° S nået, og her tillod gruppen sig én dags hvile, før den drog videre og ankom til depotet ved 82° S den 5. november. Før det havde de endnu en gang, uden at komme til skade, krydset et felt med sprækker i tæt tåge. Den 7. november drog de afsted igen, og foran dem lå nu ukendt terræn. Vejret var godt, og de klarede sig udmærket. Den 9. november nåede de 83° S, og her udlagde de et nyt depot for at reducere vægten på slæderne og for at sikre tilgang til mad på tilbageturen. Mændene fortsatte så over flere breddegrader, mens de fortsat befandt sig på barrieren. Hunde, som blev dræbt undervejs, blev frosset ned i depoterne for tilbageturen. Den 11. november fik Amundsen øje på bjergkæden, som han kaldte "Dronning Helena-kjeden"; en opstigning var nu uundgåelig. Amundsen måtte nu hurtigt finde en vej over disse bjerge, men i første omgang besluttede han at følge meridianen mod syd. 84° S blev nået den 13. november og 85° S den 17. november.
Den 17. november nåede nordmændene enden på barrieren og dermed forlængelsen af den transantarktiske bjergkæde efter, at de allerede i flere dage havde forflyttet sig langs med landet. Her stødte de på den første store udfordring på den sydlige rejse: en klatring gennem bjergene for komme til polarplateauet. Ingen havde tidligere befundet sig på ved denne overgang mellem barrieren og fastlandet, og heldet havde tilsyneladende forladt Amundsen - han havde foreslået en rute som af klare grunde ikke længere virkede lovende.
Før opstigningen startede den følgende dag oprettede Amundsen yderligere et depot, hvor han lagrede en tredjedel af forsyningerne som totalt skulle holde i 90 dage. Videre udforskede han, sammen med Bjaaland, Wisting og Hassel, begyndelsen af den planlagte strækning. Den første dag på det såkaldte "Mount Betty" indebar en stigning på omkring 600 meter, før den gik over i skråninger og bræer. Om aftenen den anden dag slog mændene lejr i en højde af 1.390 meter over havet; det vanskeligste stykke syntes nu at ligge bag dem. Den 20. november stod de imidlertid over for en ny "stor, mektig, absolutt fjordlignende bre som strakk seg fra øst til vest", og som stod vinkelret på gangretningen - Axel Heiberg-bræen. De opkaldte den efter konsulen Axel Heiberg, en beskytter af mange polare ekspeditioner. Amundsen slog fast, at den formodede enkle vej op var en fejlberegning, for bræen steg til næsten 2.500 m over 13 km, og var fuld af gletsjerspalter. For at spare tid, og for ikke at demoralisere mændene besluttede Amundsen, at de fortsat skulle bestige bræen.
I de følgende dage blev foruden bræerne også en række bjerge navngivne efter Fridtjof Nansen, Don Pedro Christophersen eller medlemmer af den sydlige gruppe. Efter kun fire dage med anstrengende klatring - Amundsen havde regnet med omkring ti dage - nåede gruppen polarplateauet. Her slog de lejr ved et sted kaldet "slakteplassen", eftersom 24 af de 42 tilbageværende hunde blev dræbt der. Stigningen, hvor ofte et dusin hunde var blevet koblet til slæderne, var nu ovre, og hundene var ikke længere nødvendige. De aflivede hunde blev enten givet som foder til andre hunde eller spist af mændene for at få ferskt kød, og på den måde undgå skørbug. Herfra drog de videre med 18 hunde og tre slæder. Rationerne blev nu øget på grund af det reducerede antallet af hunde, som havde behov for mad de næste 60 dage.
Den 25. november drog mændene videre efter et fire dages ophold på grund af dårligt vejr, men allerede næste dag brød en ny snestorm ud. Til trods for dårlig sigt fortsatte de frem til de fandt, i modsætning til forventningerne, at terrænet fladede ud og nærmest gik nedover. Da vejret klarede op den 29. november så de en stor bræ foran dem. Bræen gik fra syd til nord, og dagen efter begyndte gruppen at klatre efter, at de havde udlagt et depot ved foden ved 86° 21' for at lette vægten på slæderne. Bræen blev kaldt "Djevelbreen", fordi den var meget kuperet og det var vanskeligt at forflytte sig på overfladen. Den 1. december kom nordmændene frem til en vanskelig opstigning i tågen med en række sprækker på toppen af bræen, hvor de havde forventet et iset plateau. Amundsen beskrev som følger: "Vår mars over denne frosne innsjøen var ikke hyggelig. Bakken under føttene våre var selvsagt hul, og deg klang som om vi gikk over tomme tønner. Først gikk en mann igjennom, så et par hunder; men de kom seg alle opp igjen." Mændene kaldte dette sted "djevelens ballsal". Den 6. december blev det højeste punkt på rejsen nået - 3.322 meter over havet - og samme dag nåede de 88° S. Fra nu af gik rejsen over et plateau. Ved 88° 25', lige forbi Shackletons rekord, blev et sidste depot etableret.
Den 8. december var vejret, der havde været dårligt siden slagtningen, forbedret sig og forblev godt indtil polen. Om eftermiddagen den 13. december blev rejsens destination nået, i hvert fald som mændene bemærkede på det tidspunkt. Ved ankomsten plantede de det norske flag og opkaldte plateauet efter den norske konge og protektor for ekspeditionen "Haakon VII. Plateau". Desuden blev ekskursioner fremsat i nærheden af lejren at komme så tæt på stangen, til aften målinger med sekstant ovenfor Kunstig horisont havde overgivet en position på 89° 55'. For yderligere målinger og sikre resultatet mod eventuelle fremtidige tvivl  drog gruppen yderligere ni kilometer tilbage i den retning som målingerne havde angivet som syd, og slog lejr den 14. December i det bedste vejr. Der efter blev der foretaget målinger i 24 timer. Mange stykker udstyr blev givet ordet "Sydpolen" og datoen for at kunne tjene som souvenirer. I målingerne i løbet af dagen viste sig at de stadig var omkring 2,5 km fra polen - Bjaaland og Hanssen blev af Amundsen sendt i den rigtige retning og markerede sted med flag, i sidste ende med omkring 180 meters nøjagtighed.

#### Tilbageturen
Før de startede tilbageturen den 18. december opsatte gruppen et telt og plantede det norske flag sammen med "Fram"s vimpel. Lejren, som blev sat op ved polpunktet, blev kaldt Polheim. Inde i teltet lagde Amundsen et brev med en forespørgsel til Scott, om han kunne bringe et brev med tilbage til den norske Konge i tilfælde af, at noget skulle ske med Amundsen og resten af gruppen på vej tilbage til Europa. Ifølge Raymond Priestley blev Scott "degraderet fra forsker til postbud" af Amundsen. På vej mod Sydpolen havde gruppen tilbagelagt en distance på 1.400 km, og dermed opnået en gennemsnitlig daglig distance på 25 km. En af slæderne blev efterladt, og de fire tilhørende hunde blev fordelt på de to andre slæder. Den 24. december nåede gruppen det første depot på 88° 25′, og to dage senere blev den 88. breddegrad krydset.
Den 2. januar kom gruppen frem til Djevelbreen; her fandt de en anden vej at komme ned på og nåede foden af bræen på blot én dag uden, at der opstod problemer. Depotet ved foden af bræen blev oprindeligt sprunget over. Amundsen begrundede dette med dårlig vejr, men Huntford hævder, at Amundsen på dette punkt havde mistet orienteringen på grund af en fejlberegnet retning. Da tågen senere forsvandt, og medlemmer af gruppen genkendte depotet, blev to mænd sendt tilbage for at hente forrådet. Den 5. januar skulle gruppen komme frem til depotet ved "slakteren", men på grund af tågen var det et tilfælde, at de fandt frem - og da fordi Wisting havde placeret en brækket ski i nærheden af depotet. Stedet var vigtigt at finde, ikke blot på grund af forsyningerne, men også for at komme til nedstigningen af barrieren.
Nordmændene tog først samme rute som under opstigningen og fulgte derefter Axel Heiberg-bræen frem til samløbet med isbræen. Selv om afstanden var længere, kunne de spare betydelig med tid. Den 7. januar kom de ned til foden af bræen, og dermed var Rossbarrieren nået efter, at gruppen havde været 51 dage på fastlandet. De samlede nogle geologiske prøver fra Mount Betty, satte en tank med 17 liter denatureret alkohol som et tegn på, at folk havde været der, og vendte så nord over. Fra nu af behøvede mændene ikke at spare på kræfterne, eftersom de befandt sig på den glatte overflade på barrieren, og de begyndte nærmest at sprinte. Den 13. januar nåede gruppen depotet på 83°, som var det sidste kritiske punkt eftersom dét i modsætning til alle de andre nordlige lejre ikke var markeret parallelt med nord-syd-aksen. Den 17. januar blev depotet på 82° nået. Den 26. januar vendte de tilbage til Framheim, sammen med 11 overlevende hunde. Hjemturen blev fuldført med 36 km i snit per dag, og samlet havde de gået i 99 dage og tilbagelagt en afstand på omkring 3.000 km.

### Østlig rejse
En østlig rejse mod King Edward VII Land blev også foretaget, ifølge Amundsen fordi Terra Nova-ekspeditionen ikke havde været i stand til at gennemføre den forrige sommer, som planlagt. Andre grunde til dette var imidlertid for det tilfælde, at Amundsen ikke ville blive den første til at nå Sydpolen og afstrafningen af Johansen. Prestrud, gruppens leder skrev:
"Mine instruksjoner var:
1. Å gå til Kong Edward VII's land og der foreta de undersøkelser som tid og omstendigheter måtte tillate.
2. Kartlegge og undersøke Hvalbukten med dens nærmeste omgivelser.
3. Så vidt mulig å holde anlegget ved 'Framheim' i orden, for det tilfellet at vi skulle få enda en overvintring."[83]

Gruppen, bestående af Prestrud, Johansen og Stubberud, skulle returnere til Framheim før det var realistisk at "Fram" kom tilbage, i midten af januar ifølge Prestrud. Han bestemte sig så for at foretage rejsen øst over før jul 1911, og at gøre arbejdet ved Framheim i første halvdel af januar. Varigheden af rejsen øst over var begrænset til 6 uger på grund af, at de kun havde to slæder og 16 hunde til at transportere udstyr og forsyninger, og de kunne ikke gå tilbage til depoterne. Den 8. november drog de afsted, med 80° S som første mål. Dette var imidlertid en omvej, men eftersom alle forsyninger, størstedelen af den personlige udrustning og forskellig udstyr var blevet udplaceret i september, var det nødvendig. Depotet blev nået 12. november, hvorpå det lagrede udstyr blev taget med, deriblandt en teodolit, et hypsometer, to barometer, to termometer og et kamera, tilsammen ca. 300 kilo pr slæde.
Den 16. november blev den 158. meridian nået. Indtil da var ingen landområder blevet observeret, så den tidligere antagelse om, at King Edward VII land strakte sig så langt mod syd, blev modbevist. For alligevel at nå land, og fordi man ikke havde tilstrækkeligt med ressourcer til at fortsætte søgningen mod øst, satte gruppen her kursen mod nord. I løbet af rejsen blev astronomiske observationer gjort, og på daglig basis blev tryk, temperatur, vindstyrke og retning registrerede sammen med mængden af skyer. Den 23. november nåede de det åbne hav, hvor de skulle fylde forsyningerne op med sælfangst og kødet blev delvis lagt i et depot.

### Afslutningen på ekspeditionen
Den 9. januar vendte "Fram" tilbage til Hvalbukta, og den 30. januar startede ekspeditionen den knap 4.500 kilometer lange rejse mod Hobart. De medtog kun hundene og den vigtigste udrustning, eftersom Amundsen antog, at Scott fortsat var med i løbet - i virkeligheden befandt han sig endnu på polarplateauet. Det blev betragtet som et aspekt af sejren at komme først til publikum med meldinger.
De fulgte en nordlig kurs før de nåede Kapp Adare og Ballenyøerne, og derefter en nordvestlig kurs. Tre dage efter afrejse stødte "Fram" på kanten af et drivisbælte, som den havde passeret den 6. februar. Tre dage senere havde hun forladt polare egne, og den 7. marts ankom hun til Hobart. Derfra sendte Amundsen et kodet telegram til sin broder Leon, og til de aviser som ekspeditionen hadde solgt eksklusive rettigheder til. Den kodede tekst lød: "Polen nådd 14-17 desember. Alt vel."
"Fram" opholdt sig i 13 dage i Hobart, før hun den 20. marts satte kursen øst over. Den 6. maj blev Kapp Horn krydset for anden gang, før skibet den 23. maj ankrede op i Buenos Aires. Den 7. juni satte alle medlemmerne af ekspeditionen, undtagen Amundsen og Nilsen, kursen mod Norge. De fleste af dem var lovet at komme med på anden del af Amundsens ekspedition.

### Midlertidige rejser for "Fram"
Efter, at rejsen fra Norge til Antarktis var ovre, gik Amundsen ombord i "Fram" i Hvalbukta og kom under Thorvald Nilsens kommando. Hans instruktioner var at sejle direkte til Buenos Aires, hvor de skulle udføre nødvendige reparationer og supplere forsyninger og mandskab. Derefter skulle "Fram" sejle i Sydatlanten, mellem Afrika og Sydamerika, for at udføre oceanografiske målinger, før hun skulle returnere til Buenos Aires og derefter tilbage til Antarktis for hente landgruppen. Dersom noget skulle ske med Amundsen, blev det planlagt, at Nilsen skulle overtage hans plads og udføre de oprindelige planer for ekspeditionen og udforskningerne af det arktiske bassin.
Før "Fram" til sidst forlod Hvalbukta, sejlede hun den 15. februar så langt ind i bugten som muligt og nåede 78° 41 'S, den sydligste breddegrad, som et skib kunne nå da. Den 22. februar nåede de drivisbæltet, som de passerede på én dag. Den 14. marts blev de sidste isbjerge set, og den 31. passerede de Kap Horn. Den 17. april ankrede "Fram" op i Buenos Aires efter 62 dage. Der viste det sig, at pengene, som skulle være tilgængelige for Nilsen, ikke var der, af den enkle grund, at ingen var der. Dermed kunne de ikke betale for overhalingen af "Fram", hvilket hun desperat havde behov for. Nordmanden Don Pedro Christophersen, som var bosat i Buenos Aires og som oprindelig var villig til at betale for varer og drivstof, meddelte, at han var klar til at betale for oprustningen også.
Han lovede også at sende en redningsekspedition, hvis Fram ikke skulle vende tilbage til Australien inden en bestemt dato.  Efter nogle ekstra søfarende blev ansat, brød Fram den 8. juni op for den tre måneders undersøgelsestur, hvor temperatur og vandprøver ved forskellige vanddybder blev taget og plankton prøver taget. Den 30. juni krydsede skibet sin rute fra Norge til Antarktis og afsluttede sin første verdensomsejling. Øyene St. Helena og Trindade blev passerede mellem 29. juli og 12. august. Den 19. august blev undersøgelserne fuldført og de drog tilbage til Buenos Aires, hvor de ankrede op den 1. september.
Den 5. oktober forlod skibet Buenos Aires. Den 28. december ramte nordmændene drivisbæltet - 1,5 breddegrader tidligere end forventet. Fram nåede endelig til barrieren den 8. januar; dermed var en rejse på 25.000 sømil afsluttet. Efter, at forsyninger og udstyr blev bragt ombord, satte de ud til Hobart den 30. januar.

## Successer, eftervirkninger og kritik
Den største succes ved ekspeditionen var det at nå Sydpolen, hvilket også var det eksplicitte mål. Videre blev omfanget og arten af overfladen på Rossbarrieren undersøgt og bestemt, og en landbro mellem Victoria Land og King Edward VII Land blev bekræftet.
Den østlige rejse til Edward VII-land bekræftede Scotts opdagelse under Discovery-ekspeditionen og returnerede stenprøver, der hjalp med til at bekræfte og bekræfte stenene i Amundsen's geologiske sammensætning af regionerne.  Denne gruppe undersøgte også hvalbugten og opnåede nogle resultater om dannelsen af sprækker og overgangen mellem isshelf og havis. De meteorologiske data var et værdifuldt supplement til samtidige optagelser af andre ekspeditioner.  Amundsen's oceanografiske data viste sig at være "værdifuldt sammenligningsmateriale"  at studere flowsystemet i Atlanterhavet og varmefordelingen i vandet. Desuden blev der opnået vigtige oplysninger om konstruktionen af polarplateauet.
I et brev til Kong Håkon beskrev Amundsen kort de geografiske opdagelser:
"Deres Majestet, vi har fastslått det sørlige punktet på den store 'Ross-barrieren' som forbinder Victoria Land og Kong Edward VII Land. Vi har oppdaget en mektig fjellkjede med topper opp mot 22.000 fot [...] Vi har fastslått at det store innlandsplatået [...] slakt faller fra 89. breddegrad."
Bjergene, som nordmændene opdagede viste sig imidlertid at være omtrent to tredjedele af den anslåede højde.
Amundsen kunne med sin succes imødegå kritikken af hans vilkårlige handling. Turen blev imidlertid undertiden betragtet som en politisk dumhed, som kunne have forværret forbindelserne med den beskyttende magt Storbritannien. Klimaet i forhold til England forværredes faktisk, men stemningen var mere imod Amundsen personligt end mod Norge. Kritikken af Amundsen begyndte oprindeligt. Men efter nyheden om Scotts død blev annonceret den 11. februar 1913, blev Amundsen i England beskyldt for for at bære et medansvar, da Scotts nederlag knuste hans hjerte.
Johansen begik selvmord i Oslo den 4. januar 1913; hans venner beskyldte Amundsen for at være medvirkende dertil. Hunt Ford skriver, at ydmygelsen i Antarktis var den sidste dråbe, men Nansen bar skylden, eftersom han selv havde forladt Johansen efter afslutningen af deres fælles ekspedition.
I juli 1918 brød Amundsen op, da med skibet "Maud", for at gennemføre den anden del af Fram-ekspeditionen, en længe planlagt syvårig drift gennem arktiske farvande.